# Psyrassaforma nitida
Psyrassaforma nitida är en skalbaggsart som beskrevs av Chemsak 1991. Psyrassaforma nitida ingår i släktet Psyrassaforma och familjen långhorningar.
Artens utbredningsområde är:
- Belize.
- Honduras.

Inga underarter finns listade i Catalogue of Life.